# Bovinger
Bovinger (/ ˈbɒvɪndʒər /) est un village d'Angleterre situé dans l'Essex.